# Cala Binidalí

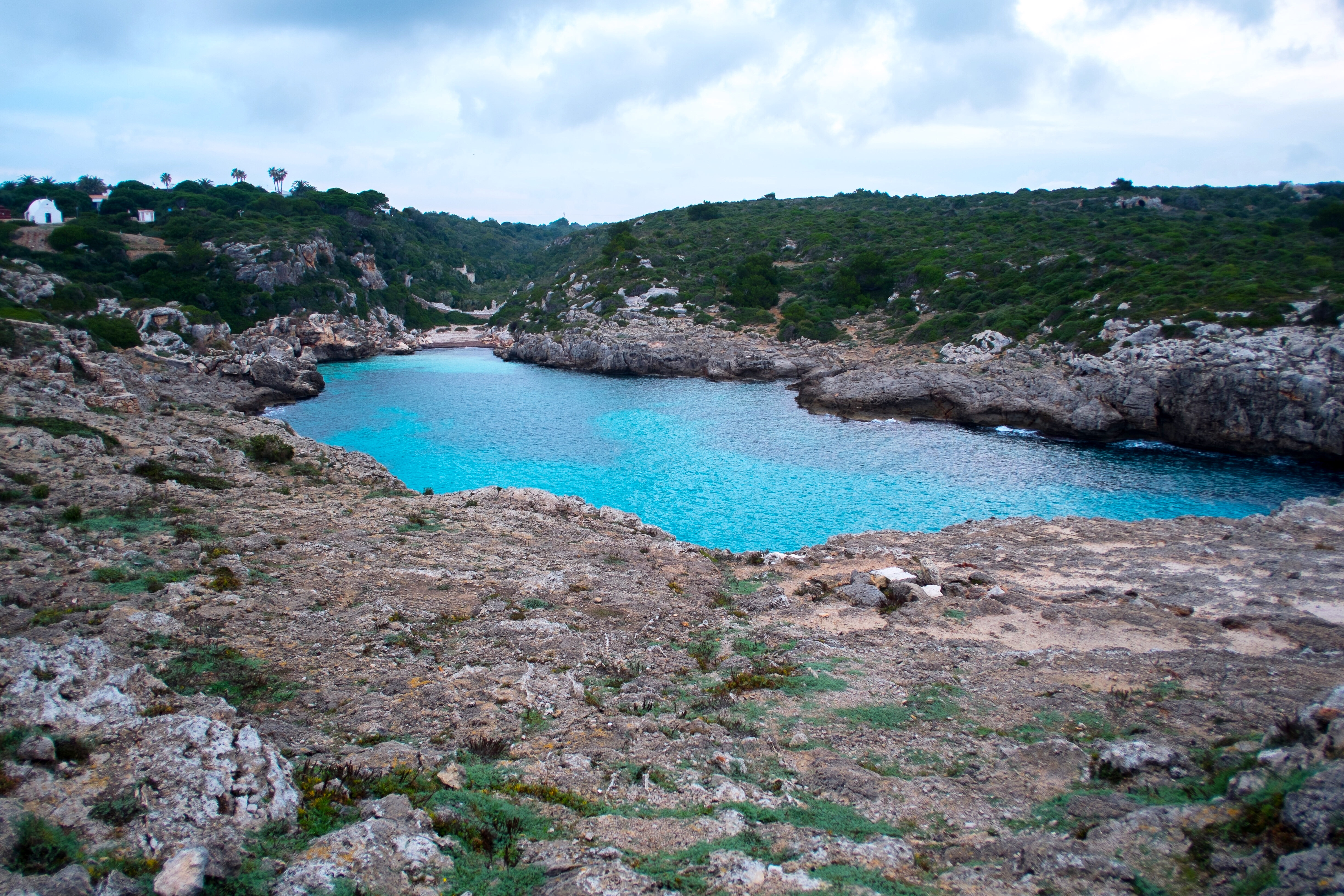
Cala Binidalí

La cala Binidalí és una minúscula platja situada al costat de la urbanització de Binidalí, molt prop del poble de Sant Climent i a nou quilòmetres del municipi de Maó, Menorca, illes Balears.
És una platja de sorra blanca i aigua transparent. És poc freqüentada per les seves reduïdes dimensions (només té vint metres de longitud), encara que a l'estiu acostuma a estar plena a causa del seu fàcil accés i la disponibilitat d'aparcament gratuït per a vehicles. Situada prop del poble de Sant Climent, es pot arribar a aquesta platja tant des de la ciutat de Maó com des de Ciutadella. Cal recórrer la carretera principal de l'illa cap a Cala En Porter i seguir els cartells indicatius cap a Sant Climent. La platja disposa d'aparcament gratuït.